# Перестяк, Владислав Олегович
Владислав Олегович Перестяк (родился 17 октября 1995 в Москве) — российский регбист, фланкер (третьелинеец) или восьмой номер (стягивающий) команды «Стрела» и сборной России по регби-7.

## Биография

### Карьера игрока
Воспитанник монининского «ВВА-Подмосковье». Выступал за дубль монинцев — «УОР». В 2016 году пополнил ряды Новокузнецкого «Металлурга». В сезоне 2017 года в противостоянии со «Славой» за 5 место, стал автором попытки, благодаря которой команда выиграла первую игру, а впоследствии и всю серию. В конце 2018 года перешёл в «Локомотив-Пенза», став одним из первых приобретений клуба. В команду его пригласил лично главный тренер Александр Янюшкин, с которым он был знаком ещё по выступлениям за «ВВА-Подмосковье». В сезоне 2019 года стал победителем чемпионата России по регби-7. Занес одну из попыток в финальной игре против «Енисея-СТМ». По итогам года был номинирован Федерацией регби России на звание «Лучший игрок чемпионата России по регби-7» (в итоге награда досталась Денису Сёмину).

### Карьера в сборной
Призывался в юношеские сборные по классическому регби. На начало 2020 года является постоянным игроком сборной по регби-7. В 2021 году попал в расширенный состав на игру против Грузии. 7 февраля 2021 года дебютировал за сборную в поединке против Грузии, выйдя в концовке матча.

### Личная жизнь
Женат на известной регбистке, игроке сборной — Марии Перестяк (в девичестве Титова). В феврале 2020 года в семье родился мальчик Добромир.